# Adscita mannii
Adscita mannii is een vlinder uit de familie bloeddrupjes (Zygaenidae). De wetenschappelijke naam is voor het eerst geldig gepubliceerd in 1853 door Lederer.
De soort komt voor in Europa.